# Zimna Wódka (przystanek kolejowy)
Zimna Wódka – nieczynny przystanek kolejowy w miejscowości Zimna Wódka, w województwie opolskim, w powiecie strzeleckim, w gminie Ujazd, w Polsce.